# مسجد جامع شماخی
مسجد جامع شماخی (ترکی آذربایجانی: Şamaxı Cümə Məscidi) در مرکز شهرستان شماخی جمهوری آذربایجان واقع است.

## تاریخچه ساخت
مسجد در سال‌های ۷۴۳–۷۴۴ بنا شد. مسجد در دوران حکومت «ابو مسلم» برادر خلیفه «والد» که در قرن ۸ شیروان و داغستان را فتح نموده و دین اسلام را در این مناطق ترویج کرده بود، ساخته شد. محتملا شکل‌گیری طرح ساخت و ساز مسجد هنگام رونق فرهنگ و هنر آذربایجانی در قرون وسطی (قرون ۱۲–۱۳م) تکمیل شده باشد. هر یک از تالارها برای مقاصد جداگانه مورد استفاده قرار گرفته‌است. می‌توان احتمال داد که، از آن وقت تا به حال بنابه بازسازی‌ها به جز روش‌های معماری و ساخت و سازی تغییرات اساسی در شکل طرح بنای مسجد صورت نگرفته‌است.
زمین‌لرزه ای مهیب در شماخی در سال ۱۹۰۲ موجب تخریب بسیاری از بناهای شهر شد. هنگام بازدید از شهر از سوی کمیسیون ویژه ای که برای رفع عوارض زلزله ایجاد شد، شاهزاده زمین‌شناس «شاکولی» با خواندن نوشته‌ای به زبان عربی موجود روی بنای مسجد به این نکته پی برد، که مسجد جامع به تقویم هجری در سال ۱۲۳ ساخته شده‌است. به همین ترتیب، مشخص گردید، که مسجد جامع شماخی در سال ۷۴۳ میلادی پیریزی شده و پس از مسجد جامع دربند که، در سال ۷۳۴م. بنیان‌گذاری گردیده‌است، دومین باستانی‌ترین مسجد در قفقاز جنوبی می‌باشد.

## بازسازی‌ها

نمای پانوراما از مسجد

بر اساس کفته یک تاریخ‌دان به اسم امام الدین اصفهانی، که در دوران سلطنت سلجوقیان زندگی کرده‌است، شروان‌شاهان بابت دفاع از یورش‌های غارتگرایانهٔ گرجی‌ها که، از سال ۱۱۲۳م. آغاز شده بود، از سلطام محمود درخواست کمک کردند. بنا به گفته این مورخ، از آن وقت گرجی‌ها به شماخی حمله و مسجد و مناره آن را تخریب کرده و چپاول‌های زیادی در شهر انجام دادند.
شروع اولین بازسازی‌ها روی مسجد جامع شماخی به اواخر قرن ۱۲م. بازمی‌گردد. دلیل اینکه با وجود صدمات متعدد، این مسجد به‌طور کامل از میان نرفت در گرو تقویت شروان‌شاهان در دوران سبطنت «منوچهر سوم» بود. در منابع تاریخی می‌آید که، یه خاطر اهتمام‌ها و ابتکارهای منوچهر سوم برای احیاء مسجد، مردم وی را «خاقان اعظم» می‌خواندند.

### بازسازی «قاسم‌بیگ حاجی‌بیگف»
بازسازی‌های بعدی روی مسجد پس از وقوع زمین لرزه‌ای در شماخی در سال ۱۸۵۹ که تلفات بزرگی در پی داشت، شروع شده و از سوی معمار «قاسم‌بیگ حاجی‌بیگف» در سال ۱۹۶۰ انجام گرفت. امور بازسازی و نوسازی با اتکا بر طرح‌های «گریگوری گاگارین» نقاش روس تحقق پذیرفت.
در دوران بعدی نیز چند نوسازی روی مسجد انجام گرفت که این نیز در نوبت خود از تخریب کامل بنای آن در نتیجه بلایای طبیعی و دیگر سبب‌ها جلوگیری کرد.

## مشخصات معماری

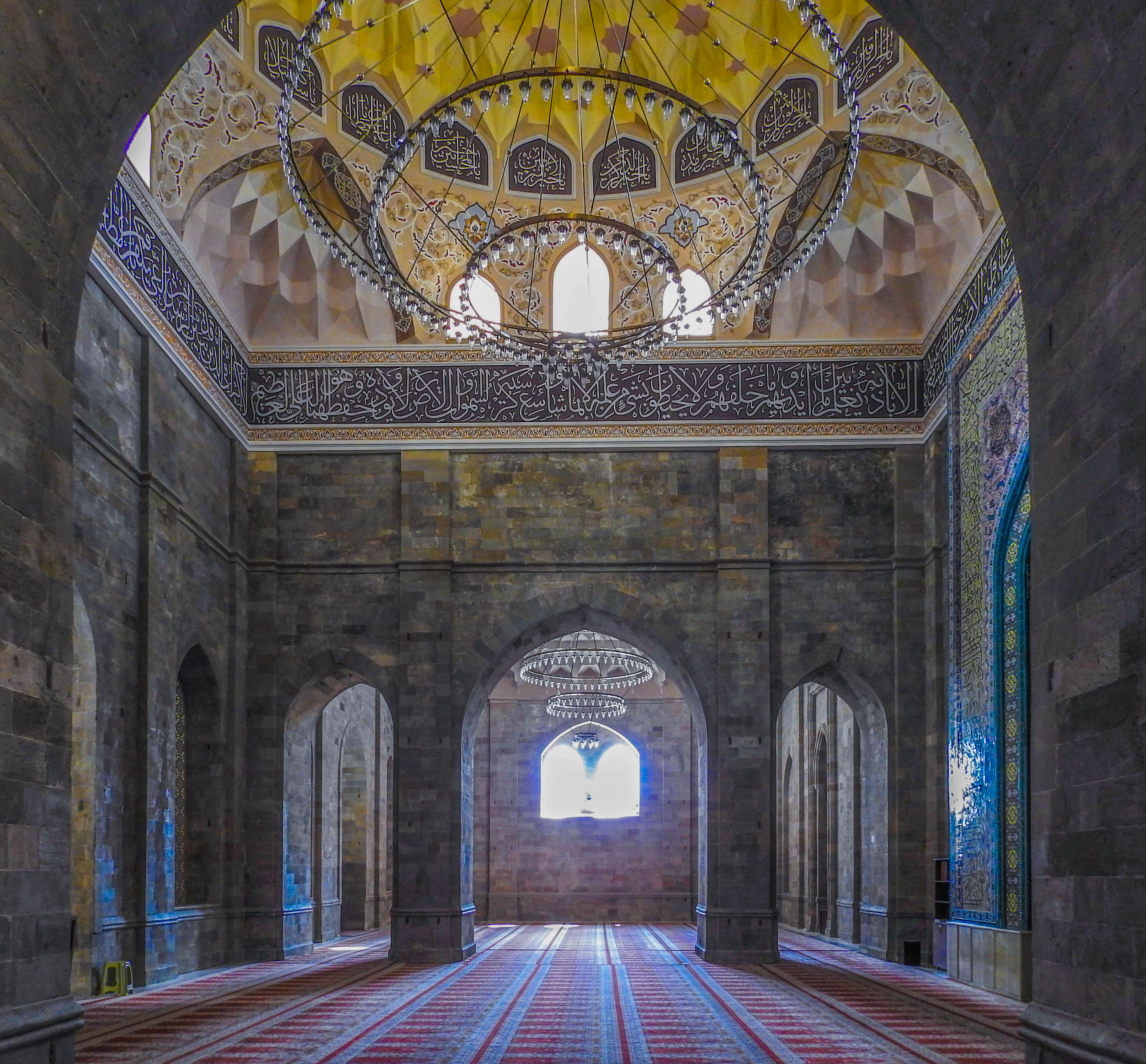
نمایی از فضای داخلی مسجد جامع شماخی

مسجد جامع شماخی دارای پوشش بام گنبدی‌شکلی که از سنت‌های معماری اسلامی تلقی می‌گردد، می‌باشد. بنای کنونی مسجد روی شالوده و بر اساس دیوارهای مسجد قدیمی بنا شده‌است، که این امر نیز امکان آن را به پژوهشگران داده که، بتوانند مشخصات معماری بنای قبلی را مورد بررسی قرار بدهند. مسجدی که به شکل مستطیل ساخته شده‌است، ۴۷ متر درازا و ۲۸ متر پهنا دارد. سه تالار مربعی‌شکل مسجد با ستون‌ها از یکدیگر جدا شده‌اند. طرح مسجد شباهت‌های زیادی با طرح‌های عربی مثل مسجد اموی دمشق و مسجد بزرگ کوردوبا که در دوره یکسان ساخته شده‌اند، دارد.